# Whistler Sliding Centre

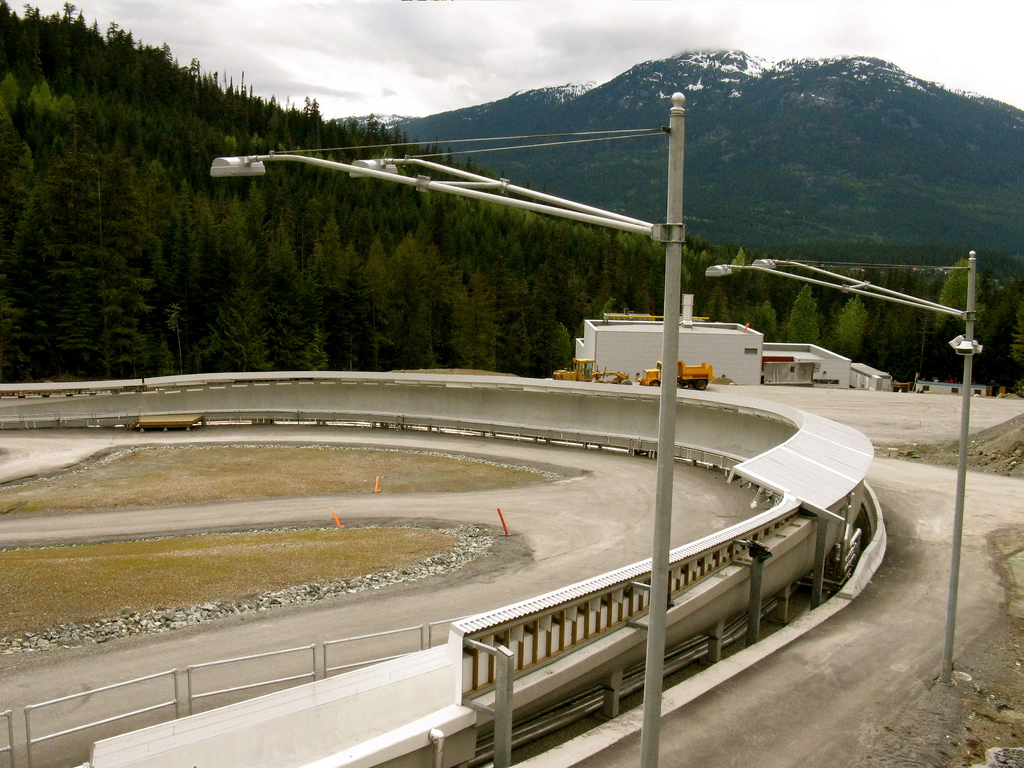
Olimpijski tor lodowy w Whistler

Whistler Sliding Centre – tor bobslejowo-saneczkarski, umiejscowiony w Fitzsimmons Creek, w dolinie w Whistler (Kolumbia Brytyjska, Kanada), oddalony o 125 km na północ od Vancouver.
Tor uważany jest za jeden z najszybszych na świecie. 12 lutego 2010 podczas treningowego ślizgu przed zimowymi igrzyskami olimpijskimi gruziński zawodnik Nodar Kumaritaszwili przy prędkości ok. 150 km/h uderzył w ochronną bandę, po czym stracił przytomność. Sportowiec został przetransportowany do szpitala, jednakże nie udało się go uratować i zmarł na skutek odniesionych obrażeń.

## Lokalizacja
Tor zlokalizowany jest u podnóża góry Blackcomb. Jednej z dwóch gór w kurorcie narciarskim Whistler Creekside. Miejsce było gospodarzem zawodów bobslejowych, saneczkarskich i w skeletonie na ZIO 2010. 21 lutego 2009 odbył się konkurs Pucharu Świata w saneczkarstwie. Zawody wygrał Niemiec Felix Loch łącznie z pobitym rekordem szybkości na torze w wysokości 153,98 km/h.

## Historia

### Projekt i budowa
W 2003 roku Vancouver zostało wybrane jako organizator ZIO 2010 pokonując Pjongczang w Korei Południowej i Salzburg w Austrii. 15 listopada 2004 roku ogłoszono, że tor zaprojektuje firma Stantec Architecture Limited, która zaprojektowała tor saneczkowy na Igrzyska Olimpijskie w 2002 roku, w Park City w stanie Utah w Stanach Zjednoczonych. Budowa obiektu rozpoczęła się 1 czerwca 2005 roku nadzorowana przez Canadian Environmental Assessment Act. Podczas godzin szczytu latem 2006 roku, pracowało na budowie ponad 500 robotników w Sliding Centre i w Whistler Olympic Park. Mimo tego 60 robotników zwolniło się między czerwcem 2005 a grudniem 2007. Budowa została zakończona przed końcem 2007 roku.

### Pierwsze testy
Pierwsza testy odbyły się 19 grudnia 2007 przez kanadyjskich bobsleistów Pierre'a Luedersa i jego hamulcowego Justina Krippsa zaczynając z niższego startu (o 520 m, cały tor ma długość 1450 m). W sumie przeprowadzono sześć ślizgów pod nadzorem FIBT. W ostatnich tygodniach lutego 2008 nastąpiły testy saneczkowe pod patronatem Kanadyjskiego Stowarzyszenia Saneczkarskiego. W testach saneczkowych brali udział następujący zawodnicy Tatjana Hüfner, David Möller (Niemcy), Tony Benshoof, Erin Hamlin, Christian Niccum, Dan Joye (Stany Zjednoczone), Armin Zöggeler (Włochy), Markus Schiegl, Tobias Schiegl (Austria), Jeff Christie, Ian Cockerline, Samuel Edney, Regan Lauscher, Meaghan Simister, Chris Moffat, i Mike Moffat (Kanada). Natomiast w testach bobslejowych brały udział następujące zawodniczki, André Lange, Sandra Kiriasis (Niemcy), Aleksandr Zubkow (Rosja),
Lyndon Rush, Helen Upperton, Lisa Szabon (Kanada), Shauna Rohbock (Stany Zjednoczone).
Testy skeletonowe przeprowadzili Kristan Bromley (Wielka Brytania), Katie Uhlaender, Zach Lund (Stany Zjednoczone), Kerstin Jürgens (Niemcy), John Montgomery, Jeff Pain, Michelle Kelly, i Lindsay Alcock (Kanada), łącznie odbyto aż 200 ślizgów. Kanadyjskie zespoły kontynuowały testy i treningi na torze do 20 marca 2008. Lueders z Kanady stwierdził, że tor jest z pewnością najszybszy na świecie, podczas gdy Kelly z Kanady przyznał, że jakakolwiek strata koncentracji może doprowadzić do wypadku. Ostatnia kontrola toru przez FIL miała miejsce 25 i 27 września 2008.

### Międzynarodowy trening,Puchar światai wypadki w saneczkarstwie
Międzynarodowy trening miał miejsce od 7-15 listopada 2008 r. Podczas próbnych przejazdów zdarzyło się kilka wypadków, Najcięższego z nich (kontuzji ramienia) doznał mistrz świata jedynek mężczyzn Niemiec Felix Loch. 9 grudnia 2008 r., ośrodek kontynuował testy barier bezpieczeństwa i zabezpieczeń przed złą pogodą. Prezydent FIL Josef Fendt z Niemiec wyraził obawy przed zbyt dużymi prędkościami przekraczającymi 149 km/h, oświadczając że tor jest zbyt szybki. Z 2500 ślizgów wykonanych na międzynarodowym treningu saneczkarzy zanotowano aż 73 wypadki. Przeciętny wynik wypadków wyniósł 3% co jest normą w testowaniu nowych torów saneczkarskich. Trzech saneczkarzy – w tym Felix Loch – zostali wysłani do szpitala i wypisani po opatrzeniu ran. Włoch Armin Zöggeler oświadczył, że tor jest w światowej czołówce, a także nie jest problematyczny dla zawodników, natomiast Fendt wystąpił o zredukowanie prędkości w niektórych sektorach do 135k/h. W czasie pucharu świata (20-21 lutego 2009), Austriak Andreas Linger pokonał tor z wyśmienitym czasem. Felix Loch stwierdził, że sanki jedynkowe zaraz po starcie osiągają prędkość do 100 km/h; to samo dotyczy jedynek kobiet i dwójek mężczyzn. Łącznie wykonano 2818 ślizgów. Prezydent FIL Fendt oświadczył, że tor mógłby już w tym momencie przyjąć zawodników ZIO 2010. 135 sportowców uczestniczyło w finałach sezonu 2008/09 w saneczkarstwie (67 jedynek męskich, 42 jedynki kobiece, i 26 dwójek męskich).

### Międzynarodowy trening,Puchar świata w bobslejuiPuchar świata w skeletonie
Trening w bobsleju i skeletonie miał miejsce 25-31 stycznia 2009, zaś Puchar Świata w bobslejach i Puchar świata w skeletonie odbył się 5-7 lutego 2009. W zawodach brało udział 250 zawodników z 24 krajów. Z powodu fatalnej pogody, zostały one przesunięte o dwa tygodnie. Po przerwie, do treningu i Pucharu świata zgłosiło się 276 zawodników z 118 państw. Kierownik toru Craig Lehto oświadczył, że zaangażowanie społeczne jest podobne do ZIO 2002 w Salt Lake City i ZIO 1988 w Calgary. Na ostatnich dwóch dniach zawodów odnotowano aż 3000 kibiców. Zaplecze medyczne pod nadzorem VANOC i FIBT z głównym lekarzem Dawidem McDonagh było w pełnej gotowości w razie wypadku któregoś z zawodników lub kibiców. Te usługi zostały sprawdzone jeszcze raz podczas Puchar świata rozegranego 20-21 lutego 2009. Ogólna liczba widzów przekroczyła 15 000, zostały wykupione wszystkie bilety podczas pięciu dni zmagań zawodników.

### Szczegóły techniczne toru
Tor został zbudowany za kwotę 105 mln CAN, wykorzystano w tym celu 350 ton sześciennych żelbetu, beton był nakładany pod ciśnieniem na elementy zbrojeniowe. Dla umiejscowienia 1450-metrowego toru wykonano 350 żelbetowych podpór. Trybuny były planowane na 11,650 widzów w czasie ZIO 2010. W 2006 roku obiekt był ukończony w 40%, w tym samym czasie zaczęto montować rury chłodnicze z amoniakiem o łącznej długości 100 km. W skład obiektu wchodzi też wieża sędziowska i budynki administracyjne, grubość lodu na torze będzie się wahać między 3–5 cm. Obiekt został także wyposażony w 78 kamer wysokiej rozdzielczości.